# American Falls Reservoir
Das American Falls Reservoir ist ein durch den American Falls Dam gestauter See am Snake River im Südosten des US-Bundesstaates Idaho. Er liegt in den drei Countys Power County, Bingham County und Bannock County.

## Staudamm
Die ersten Arbeiten am Staudamm wurden 1925 im Rahmen des Minidoka-Projektes durch die Utah Construction Company aufgenommen. Sie dauerten bis April 1927. Die damalige Ortschaft American Falls, die zu drei Vierteln im geplanten Staugebiet lag, musste verlegt werden. Der 2096 Mio. m³ (1,7 Mio. acre-ft) fassende, 40,2 km (25 mi) in der Länge und 5,6 km (3,5 mi) in der Breite messende  Stausee war zum Zeitpunkt seiner Errichtung das zweitgrößte Reservoir für Bewässerungszwecke in den Vereinigten Staaten. 1976 wurden die Arbeiten zu einer neuen Gewichtsstaumauer aufgenommen, die 1978 fertiggestellt wurde.
Beim Dammbruch des oberhalb gelegenen Teton-Staudamms am 5. Juni 1976 wurde auch die American-Falls-Talsperre durch die Flutwelle in Mitleidenschaft gezogen. Angeblich ließen die Ingenieure das Wasser ab, bevor die Flut kam. Dieser Darstellung wird allerdings von anderen widersprochen; die abgelassenen Wassermengen blieben nach diesen Informationen nahezu konstant, während mehrere Tage nach dem Teton-Dammbruch stark erhöhte Zuflüsse zum American-Falls-Stausee zu verzeichnen waren. Die Talsperre hielt stand, bis die Flut vorüber war.
Der Damm liegt im Zuständigkeitsbereich des Bureau of Reclamation und des Power County. Neben der Wasserversorgung wird er zur Energieversorgung (Idaho Power) sowie als Hochwasserschutz genutzt. Die Fläche des Stausees beträgt 226,6 km², mit einer Uferstrecke von über 201 km. Die Wasserkapazität liegt bei 2,06 km³. Es ist der größte Stausee in Idaho.

## Freizeitaktivitäten
Das American Falls Reservoir wird von vielen Einheimischen als Naherholungsgebiet genutzt. Die Freizeitaktivitäten sind vielfältig, wie z. B.: Bootfahren, Kanufahren, Angeln, Schwimmen, Jetski, Wasserski oder Windsurfen.
Als beliebtes Anglerziel bietet der See viele Fischarten. Am häufigsten kommt die Regenbogenforelle vor. Seit 1981 werden jährlich 3600 kg Regenbogenforellen ausgesetzt, um die Fischpopulation aufzubessern. Daneben sind auch gute Fangergebnisse für Bachforellen, Cutthroat-Forellen, Sonnenbarsche, Amerikanische Flussbarsche, Weißfische, Welse sowie Katzenwelse zu erzielen.
Sehr beliebt ist diese Region ebenfalls bei Vogelbeobachtern, da sie weit über 200 Vogelarten beherbergt.